# Mysidium rickettsi
Mysidium rickettsi är en kräftdjursart som beskrevs av Harrison och Bowman 1987. Mysidium rickettsi ingår i släktet Mysidium och familjen Mysidae. Inga underarter finns listade i Catalogue of Life.